# 源清
源 清（みなもと の きよし）は、平安時代初期の貴族。嵯峨天皇の皇子。官位は正四位下。

## 経歴
臣籍降下し、正四位下に昇るが異母兄弟の鎮と同様に出家し、秋篠禅師と号す。

## 系譜
- 父：嵯峨天皇
- 母：秋篠高子（または康子・京子） - 更衣、秋篠安人の娘?